# Демидов, Пётр Куприянович
Демидов Пётр Куприянович (25 июня 1912 года, село Языково, Карсунский уезд, Симбирская губерния, ныне в составе Карсунского района Ульяновской области Российской Федерации — 18 ноября 1967 года, Берлин) — советский военачальник, генерал-полковник авиации (1958).

## Молодые годы
Из крестьянской семьи. Русский. Окончил школу. Работал слесарем на суконной фабрике в посёлке Игнатовка Средневолжского края.
В Красной армии с июня 1931 года, был призван по спецнабору ЦК ВКП(б). В 1931 году окончил Ленинградскую школу переподготовки командного состава Ленинградского военного округа, в 1933 году — Третью военную школу лётчиков и лётнабов имени К.Е. Ворошилова в Оренбурге. Служил в отдельной тренировочной эскадрилье, затем в 1-й Краснознамённой авиационной эскадрилье ВВС Ленинградского военного округа. В составе последней в феврале 1934 года переведён на Дальний Восток. С сентября 1934 года служил в 20-й истребительной эскадрильи ВВС Особой Краснознамённой Дальневосточной армии: военный пилот, младший лётчик, командир звена.
С октября 1937 года по май 1938 года находился в Китае и участвовал в японо-китайской войне. Был там лётчиком-добровольцем, командиром звена, командиром эскадрильи. За личную храбрость в боях награждён своей первой наградой — орденом Красного Знамени.
С сентября 1938 года служил в 16-м истребительном авиационном полку 24-й авиационной бригады ВВС Московского военного округа в городе Люберцы: инспектор по технике пилотирования, с ноября 1938 — военный комиссар полка. С декабря 1938 года находился на учёбе, в 1940 году окончил курсы комиссаров-лётчиков при 1-й Качинской Краснознаменной военной авиационной школе им. А. Ф. Мясникова. С июля 1940 года — командир 27-го истребительного авиационного полка ВВС Московского военного округа (Серпухов).

## Великая Отечественная война
Подполковник П. К. Демидов — участник Великой Отечественной войны с июня 1941 года. 27-й истребительный авиаполк под его командованием включен в состав ПВО Москвы, в октябре — в Московскую зону обороны. С приближением гитлеровских войск к Москве и с началом битвы за Москву полк под его командованием активно поддерживал обороняющиеся части Красной Армии, действия с аэродромов Серпухова, Калинина, Клина, Загорска.
С 16 ноября 1941 года — командир 147-й истребительной авиационной дивизии ПВО, которая была включена в состав Рыбинско-Ярославского дивизионного района ПВО. Прикрывая эти важные промышленные центры, лётчики дивизии за период командования П. К. Демидова выполнили 4078 боевых вылетов, сбили 6 бомбардировщиков врага.
С ноября 1942 года и до Победы — командир 106-й истребительной авиационной дивизии ПВО. Дивизия воевала в составе Северо-Западного фронта, Западного фронта ПВО, Северного фронта ПВО. Она выполняла боевые задачи по обеспечению прикрытия с воздуха войска и ближний тыл Калининского фронта, Волховского фронта, 1-го Прибалтийского фронта, 2-го Прибалтийского фронта. По этой причине дивизия вела напряжённые боевые действия, её лётчиками было сбито 155 самолётов врага.

## Послевоенная служба
После Победы командовал той же дивизией в Центральном округе ПВО до февраля 1946 года, когда убыл на учёбу. В 1947 году окончил Высшую военную академию имени К. Е. Ворошилова. С октября 1947 года — командир Бакинского истребительного авиационного корпуса ПВО, который в марте 1949 года был преобразован в 38-й истребительный авиационный корпус ПВО (при этом остался его командиром). С апреля 1951 года — начальник штаба — первый заместитель командующего войсками Ленинградского района ПВО, с сентября 1953 года — командующий войсками этого района ПВО, с июня 1954 — первый заместитель командующего войсками этого района. С сентября 1954 года — первый заместитель командующего, а с мая 1955 года — командующий Ленинградской армии ПВО, одновременно заместитель командующего войсками Ленинградского военного округа по Войскам ПВО страны.
С июля 1956 года — начальник штаба — первый заместитель Главнокомандующего Войсками ПВО страны. С декабря 1960 года — помощник Главнокомандующего Войсками ПВО страны по вузам — начальник вузов ПВО страны. С апреля 1967 года — помощник представителя Главнокомандующего Объединёнными Вооружёнными силами государств — участников Варшавского договора по ВВС и ПВО в Национальной народной армии Германской Демократической Республики.
Член КПСС с 1931 года.
Скончался во время командировки в Берлине. Похоронен на Новодевичьем кладбище Москвы.

## Награды
- орден Ленина (30.12.1956)
- три ордена Красного Знамени (14.11.1938, 28.10.1941, 19.11.1951)
- орден Кутузова 2-й степени (1.07.1944)
- орден Отечественной войны 1-й степени (18.08.1945)
- орден Красной Звезды (5.11.1946)
- медаль «За боевые заслуги» (3.11.1944)
- медаль «За оборону Москвы»
- медаль «За оборону Ленинграда»
- медали СССР

## Воинские звания
- Лейтенант (3.10.1936)
- Капитан (5.06.1938, минуя звание старшего лейтенанта)
- Батальонный комиссар (13.11.1939)
- Подполковник (28.11.1940)
- Полковник (28.10.1941)
- Генерал-майор авиации (10.10.1943)
- Генерал-лейтенант авиации (3.08.1953)
- Генерал-полковник авиации (18.02.1958)